# Replica (manga)
Replica (Replica-レプリカ-?, Repurika) è un manga scritto e disegnato da Kemuri Karakara e pubblicato sulla rivista Monthly Comic Avarus di Mag Garden dal 10 aprile 2008 al 10 febbraio 2009. I 22 capitoli sono poi stati raccolti in quattro volumi tankōbon.
In Italia è stato pubblicato da GP Publishing dal 25 luglio al 14 novembre 2010.

## Trama
Akainu, un famoso assassino, mentre sta cercando lavoro come guardia del corpo nelle varie città, si imbatte in Cal e con lui sconfigge alcuni Toy, mostri "giocattolo" che infestano il loro mondo. In realtà Cal è una Doll, una tipologia di Toy costruita affinché abbia una propria volontà e che come tutti gli altri Toy sono stati creati da AAA, il "Giocattolaio". Proprio perché dotate di volontà, un gran numero di Doll si è riunito sotto il nome di CARDS, per scovare il nascondiglio di AAA e porre fine ai suoi oscuri progetti, assieme all'inaspettato aiuto di Akainu.

## Personaggi

### Akainu
Manji, chiamato Akainu, è un assassino, entrerà nel CARDS dopo essere stato aiutato da Cal e averlo a sua volta aiutato a sconfiggere dei toy. È un samurai e non abbandona mai la sua katana con la lama nera. Ha una cicatrice sul volto a forma di uno.

### Cal
Doll, ha il potere di assorbire nel suo corpo le ferite di colui con il quale ha stretto un patto di sangue, potere chiamato "Scape Goat".

## Volumi
| Nº | Data di prima pubblicazione | Data di prima pubblicazione | Data di prima pubblicazione | Data di prima pubblicazione |
| Nº | Giapponese                  | Giapponese                  | Italiano                    | Italiano                    |
| -- | --------------------------- | --------------------------- | --------------------------- | --------------------------- |
| 1  | 10 aprile 2008              | ISBN 978-4-86127-493-0      | 25 luglio 2010              | ISBN 978-88-6468-111-5      |
| 2  | 10 ottobre 2008             | ISBN 978-4-86127-540-1      | 31 agosto 2010              | ISBN 978-88-6468-112-2      |
| 3  | 10 febbraio 2009            | ISBN 978-4-86127-594-4      | 30 settembre 2010           | ISBN 978-88-6468-113-9      |
| 4  | 10 settembre 2009           | ISBN 978-4-86127-656-9      | 14 novembre 2010            | ISBN 978-88-6468-114-6      |